# Senato (Burundi)
Il Senato del Burundi (in francese Sénat) è la camera alta del Parlamento del Burundi. Essa è affiancata dall’Assemblea nazionale, che svolge il ruolo di camera bassa.

## Composizione e poteri
Il Senato è composto da 39 senatori, eletti indirettamente dalle Province del Burundi. Esso rappresenta il potere legislativo del paese, ma è meno rilevante della camera bassa.